# Scott McTominay
Scott McTominay (Lancaster, 1996. december 8.) skót válogatott labdarúgó, a Napoli középpályása.

## Pályafutása

### Klubcsapatban

#### Manchester United
McTominay öt évesen lépett be a Manchester United akadémiájába. Pályafutása kezdeti szakaszában csatárt játszott, később Warren Joyce kezdte középpályásként szerepeltetni.  2013 júliusában írta alá első szerződését. A 2013-as és a 2015-ös évek között mindössze hét alkalommal játszott az U18-as csapatban kis termete végett,  majd teljes egészében kihagyta a 2014-15-ös szezont, sérülései miatt. A 2015-16-os szezonban 11 alkalommal szerepelt az U19-es és U21-es csapatokban, a következő szezonban pedig 21 találkozón háromszor volt eredményes.
2017. április 30-án McTominayt nevezték a Swansea City elleni Premier League mérkőzésre. Május 7-én be is mutatkozhatott, csereként állt be az Arsenal elleni bajnokin. Május 21-én, a 2016-17-es szezon utolsó fordulójában kezdőként lépett pályára a Crystal Palace ellen.
A 2017-18-as szezon előtt nevezték a United amerikai turnéjára, július 30-án a Vålerenga Fotball elleni mérkőzésen Paul Pogba helyére állt be az első óra eltelte után, és tíz perccel később csapata harmadik gólját szerezte.
2023. október 7-én duplázott a Brentford ellen, góljait a 93. és a 97. percben szerezve, megnyerve találkozót csapatának 2–1-re. Csapata következő találkozóján is betalált, a Sheffield United elleni győztes találkozón. 2024. május 15-én 250. alkalommal lépett pályára a United mezében.

### Napoli
2024. augusztus 30-án a Napolihoz igazolt, amely 30 millió eurót fizetett a játékjogáért. Első szezonjában kulcsfontosságú szerepet játszott a Napoli történetének negyedik bajnoki címében, azt követően, hogy az előző szezonban csak tizedikek voltak. Gólt szerzett a címet eldöntő bajnokin is, amely egyike volt 13 találatának az évadban. Megkapta a Serie A MVP-díját, és az Aranylabdára is jelölték. Az első skót Ally McCoist óta, aki szerepelt a díjra jelöltek listáján.

### A válogatottban
McTominay Angliában született, de skót származású, és kijelentette, hogy pályafutása során a skót  színeket szeretné képviselni válogatott szinten. A skót ifjúsági válogatottakkal edzőtáborokban vett részt, de még nem lépett pályára egyik korosztályos válogatottban sem. 2018 márciusában bekerült a skót válogatott keretébe, amely Costa Ricával és Magyarországgal játszott felkészülési mérkőzést. Március 23-án Costa Rica ellen bemutatkozott és kezdőként 58 percet játszott.
A 2024-es Európa-bajnokság selejtezőin teljesítményei kiemelkedők voltak. 2023. március 25-én duplázott Ciprus ellen. Három nappal később ismét két gólt szerzett, ezúttal a Spanyolország elleni 2–0-ás győzelem során. Ez volt a válogatott első győzelme az ibériai ország ellen, 1984 óta. 2023 júniusában ismét betalált, Grúzia ellen. Szeptemberben ismét gólt szerzett Ciprus ellen, illetve egy gólpasszt is adott a találkozón. Ezt követően csak Romelu Lukaku rendelkezett több góllal a selejtező-sorozatban. 2023. november 16-án ismét betalált Grúzia ellen.

## Statisztika

### Klubcsapatban
2024. augusztus 10-én frissítve.
| Klub              | Szezon         | Bajnokság      | Bajnokság | Bajnokság | FA-kupa | FA-kupa | Ligakupa | Ligakupa | Nemzetközi kupa | Nemzetközi kupa | Egyéb | Egyéb | Összesen | Összesen |
| Klub              | Szezon         | Bajnokság      | P.        | Gólok     | P.      | Gólok   | P.       | Gólok    | P.              | Gólok           | P.    | Gólok | P.       | Gólok    |
| ----------------- | -------------- | -------------- | --------- | --------- | ------- | ------- | -------- | -------- | --------------- | --------------- | ----- | ----- | -------- | -------- |
| Manchester United | 2016–2017      | Premier League | 2         | 0         | 0       | 0       | 0        | 0        | 0               | 0               | —     | —     | 2        | 0        |
| Manchester United | 2017–2018      | Premier League | 13        | 0         | 3       | 0       | 3        | 0        | 4               | 0               | —     | —     | 23       | 0        |
| Manchester United | 2018–2019      | Premier League | 16        | 2         | 3       | 0       | 0        | 0        | 3               | 0               | —     | —     | 22       | 2        |
| Manchester United | 2019–2020      | Premier League | 27        | 4         | 2       | 0       | 1        | 0        | 7               | 1               | —     | —     | 37       | 5        |
| Manchester United | 2020–2021      | Premier League | 32        | 4         | 4       | 2       | 2        | 1        | 11              | 0               | —     | —     | 49       | 7        |
| Manchester United | 2021–2022      | Premier League | 30        | 1         | 2       | 1       | 0        | 0        | 5               | 0               | —     | —     | 37       | 2        |
| Manchester United | 2022–2023      | Premier League | 24        | 1         | 4       | 0       | 4        | 1        | 7               | 1               | —     | —     | 39       | 3        |
| Manchester United | 2023–2024      | Premier League | 32        | 7         | 6       | 2       | 0        | 0        | 5               | 0               | —     | —     | 43       | 10       |
| Manchester United | 2024–2025      | Premier League | 0         | 0         | 0       | 0       | 0        | 0        | 0               | 0               | 1     | 0     | 1        | 0        |
| Karrier összes    | Karrier összes | Karrier összes | 76        | 19        | 24      | 5       | 10       | 2        | 42              | 3               | 1     | 0     | 253      | 2        |

1. 1 2 3 4  Pályára lépések az UEFA-bajnokok ligájában
2. 1 2  Pályára lépések az Európa-ligában
3. ↑  Öt pályára lépés az UEFA-bajnokok ligájában, hat az Európa-ligában
4. ↑  Pályára lépés az angol szuperkupában

### Válogatottban
2024. március 26-án frissítve.
| Ország | Év     | Pályára lépés | Gól |
| ------ | ------ | ------------- | --- |
| Skócia | 2018   | 5             | 0   |
| Skócia | 2019   | 7             | 0   |
| Skócia | 2020   | 7             | 0   |
| Skócia | 2021   | 9             | 1   |
| Skócia | 2022   | 9             | 0   |
| Skócia | 2023   | 10            | 7   |
| Skócia | 2024   | 2             | 0   |
| Összes | Összes | 49            | 8   |

#### Gólok
| # | Dátum               | Helyszín                                   | Ellenfél      | Gól | Eredmény | Kiírás                             |
| - | ------------------- | ------------------------------------------ | ------------- | --- | -------- | ---------------------------------- |
| 1 | 2021. október 9.    | Hampden Park, Glasgow, Skócia              | Izrael        | 3–2 | 3–2      | 2022-es világbajnokság-selejtező   |
| 2 | 2023. március 25.   | Hampden Park, Glasgow, Skócia              | Ciprus        | 2–0 | 3–0      | 2024-es Európa-bajnokság-selejtező |
| 3 | 2023. március 25.   | Hampden Park, Glasgow, Skócia              | Ciprus        | 3–0 | 3–0      | 2024-es Európa-bajnokság-selejtező |
| 4 | 2023. március 28.   | Hampden Park, Glasgow, Skócia              | Spanyolország | 1–0 | 2–0      | 2024-es Európa-bajnokság-selejtező |
| 5 | 2023. március 28.   | Hampden Park, Glasgow, Skócia              | Spanyolország | 2–0 | 2–0      | 2024-es Európa-bajnokság-selejtező |
| 6 | 2023. június 20.    | Hampden Park, Glasgow, Skócia              | Grúzia        | 2–0 | 2–0      | 2024-es Európa-bajnokság-selejtező |
| 7 | 2023. szeptember 8. | AEK Arena, Lárnaka, Ciprus                 | Ciprus        | 1–0 | 3–0      | 2024-es Európa-bajnokság-selejtező |
| 8 | 2023. november 16.  | Borisz Paicsadze Stadion, Tbiliszi, Grúzia | Grúzia        | 1–1 | 2–2      | 2024-es Európa-bajnokság-selejtező |

## Sikerei, díjai
Manchester United
- Angol ligakupa: 2022–2023
- Angol kupagyőztes: 2023–2024

Napoli
- Serie A: 2024–2025

Egyéni elismerés
- Serie A – MVP: 2024–2025[17]
- Aranylabda-jelölt: 2025[18]
- Az év skót férfi labdarúgója: 2023
- A hónap játékosa (Manchester United): 2019. szeptember, 2019. október, 2023. október[26]
- Európa Liga – A szezon kerete: 2020–2021[27]

## Külső hivatkozások
- Profilja a ManUtd.com oldalon
- Scott McTominay pályafutásának statisztikái a Soccerbase oldalon (angolul)